# 高脯氨酸血症
高脯氨酸血症是一種遺傳病，其會導致血漿脯氨酸水平升高。同時尿脯氨酸、羥脯氨酸、甘氨酸亦會增加其排泄量。
此遺傳病若與伴侶各攜帶同一缺陷基因，下一代罹病的機率不分性別皆為四分之一。
遺傳方面，其遺傳方式為一體染色體隱性遺傳模式。